# Jakub Novák (cyclisme, 1988)
Pour les articles homonymes, voir Jakub Novák.
Jakub Novák (né le 23 mars 1988 à Prešov en Slovaquie) est un coureur cycliste slovaque.

## Biographie
En 2006, Jakub Novák est Champion de Slovaquie du contre-la-montre juniors. En 2007, il intègre l'équipe continentale tchèque CK Pribram Bei, qui devient CK Windoor's Příbram en 2009. Il remporte le championnat de Slovaquie du contre-la-montre espoirs en 2009. Il participe au championnat du monde du contre-la-montre espoirs en 2008, et s'y classe 57e, et à la course en ligne espoirs des championnats du monde de 2009, où il abandonne.
En 2010, il court pour l'équipe Amore & Vita-Conad. Il devient champion de Slovaquie sur route espoirs. En 2011, il rejoint l'équipe continentale slovaque Dukla Trenčín Merida.

## Palmarès
- 2006
  -  Champion de Slovaquie du contre-la-montre juniors
- 2007
  - 2e du championnat de Slovaquie sur route espoirs
- 2009
  -  Champion de Slovaquie du contre-la-montre espoirs
  - 4e étape de Košice-Tatry-Košice
- 2010
  -  Champion de Slovaquie sur route espoirs
  - 3e du championnat de Slovaquie du contre-la-montre espoirs

## Classements mondiaux
| Année           | 2007 | 2008 | 2009 | 2010   |
| --------------- | ---- | ---- | ---- | ------ |
| UCI Europe Tour | 874e |      | 857e | 1 118e |